# Benoît Lamy
Benoît Lamy (* 19. September 1945 in Arlon, Provinz Luxemburg, Belgien; † 15. April 2008 in Braine-l’Alleud, Provinz Wallonisch-Brabant, Belgien) war ein belgischer Filmregisseur und Drehbuchautor. Seinen internationalen Durchbruch hatte Lamy 1973 mit der Kult-Komödie Trautes Heim. Für sein Debüt um eine Revolte in einem Altenheim gewann er die Stars Claude Jade als Pflegerin und Jacques Perrin als Sozialhelfer. Der Film gewann 14 internationale Preise, darunter den des besten Films beim Festival von Montreal und den Preis der Jury beim Filmfestival von Moskau. Mit seinen Werken Ardenner Schinken und Der Mann im Lift schuf er kleine Aufmerksamkeitserfolge ohne mit ihnen an den Erfolg seines Erstlings anknüpfen zu können.
Benoît Lamy wurde am 15. April 2008 tot in seinem Haus in Braine-l’Alleud aufgefunden. Sein Lebensgefährte Perceval Ceulemans wurde wegen Mordes angeklagt.

## Filmografie (Auswahl)
- 1973: Trautes Heim (Home Sweet Home) mit Claude Jade
- 1977: Ardenner Schinken (Jambon d'Ardenne) mit Annie Girardot
- 1987: Das Leben ist schön (La vie est belle) mit Papa Wemba
- 1997: Der Mann im Lift (Combat des fauves) mit Ute Lemper